# بيرت شابمان
بيرت شابمان (بالإنجليزية: Bert Chapman)‏ هو لاعب كرة قدم أسترالية أسترالي، ولد في 14 مارس 1942.

## وصلات خارجية
- بيرت شابمان على موقع AustralianFootball.com (الإنجليزية)
- بيرت شابمان على موقع AFLtables.com (الإنجليزية)